# Jupiter Hammon
Jupiter Hammon (Long Island, 17 ottobre 1711 – 1806 circa) è stato un poeta statunitense di origine africana, che fu il primo scrittore afro a vedere una propria opera pubblicata negli USA quando, nel 1760, una sua poesia venne data alle stampe.

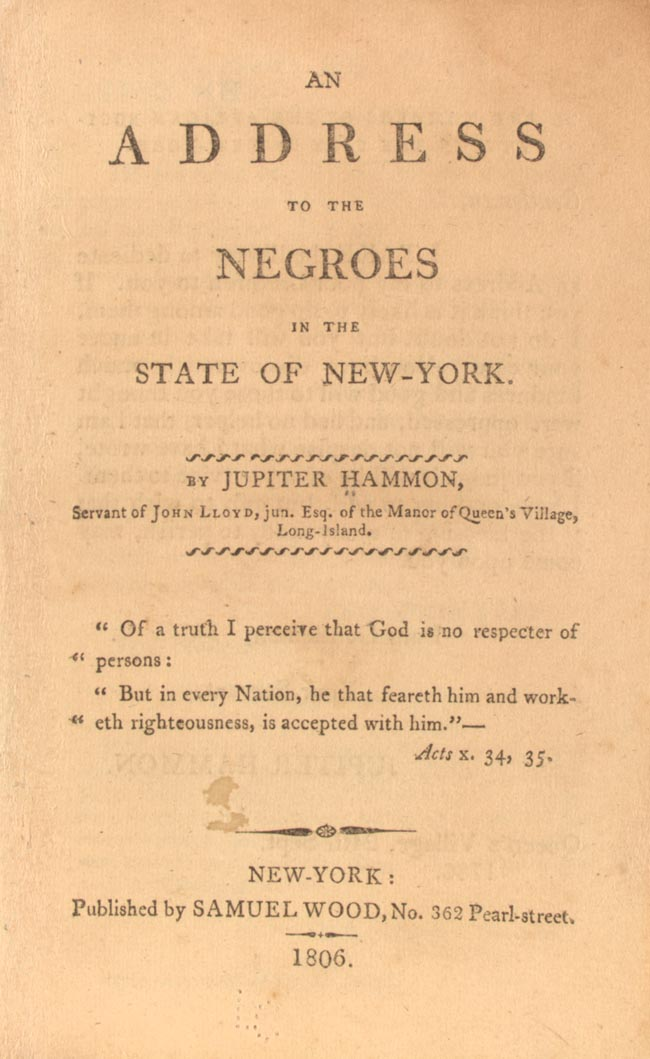
Il Discorso ai negri dello Stato di New York di Jupiter Hammon, 1806

La data della sua morte non è certa, ma si sa che era sicuramente vivo nel 1790 e certamente morì prima del 1806. Fervente cristiano, è considerato uno dei fondatori della letteratura afroamericana.

## Biografia
Hammon fu uno schiavo per tutto il corso della vita, rimanendo di proprietà della famiglia Lloyd di Long Island per il succedersi di quattro generazioni. Per conto della famiglia lavorò come commesso, bracciante agricolo e artigiano. Anche i suoi genitori erano entrambi schiavi; il padre, di nome Opium, era famoso per i suoi ripetuti tentativi di fuga, mentre la madre si chiamava Rose. Ciononostante gli fu concesso di frequentare la scuola e quindi, a differenza della maggior parte degli schiavi, imparò a leggere e a scrivere.

## Opere
Nel 1786 lesse il suo Discorso ai negri dello Stato di New York davanti alla African Society. Hammon scrisse il discorso all'età di 76 anni, dopo una vita trascorsa in schiavitù; questo contiene la celebre massima:
(Jupiter Hammon)
Il discorso è fortemente ispirato alle tematiche e alla teologia cristiana. Ad esempio Hammon dice che i neri dovrebbero mantenere un elevato livello di moralità perché essendo stati schiavi sulla terra si sono già assicurati il proprio posto in paradiso. Il discorso di Hammon promuoveva inoltre l'idea di un'emancipazione graduale come modo di superare la schiavitù. Si ritiene che Hammon avesse abbracciato questa via perché era consapevole di come lo schiavismo fosse così profondamente radicato nella società statunitense dell'epoca che un'immediata emancipazione di tutti gli schiavi sarebbe stato un obiettivo difficilissimo da raggiungere.
Concludeva affermando che non desiderava essere libero lui, ma voleva che lo fossero gli altri, specialmente i giovani neri. Il discorso fu in seguito più volte ristampato da vari gruppi che si opponevano alla schiavitù, perché la sua ispirazione religiosa e l'idea di un'emancipazione graduale erano concetti sufficientemente moderati da poter essere presi seriamente dai bianchi. Il famoso discorso di Hammon e le sue poesie furono spesso inseriti in antologie, ed egli divenne così il primo afroamericano a pubblicare la propria produzione letteraria negli Stati Uniti: alcuni anni prima la poetessa Phillis Wheatley aveva a sua volta pubblicato le sue poesie, ma aveva dovuto farlo nel Regno Unito.